# Hatem Aqel
Hatem Mohammed Aqel (ur. 20 czerwca 1978 w Ammanie) – jordański piłkarz, grający na pozycji obrońcy.

## Kariera klubowa
Hatem Aqel rozpoczął swoją zawodową karierę w 1999 roku w klubie Al-Faisaly Amman. Z Al-Faisaly czterokrotnie zdobył mistrzostwo Jordanii w 2000, 2001, 2003, 2004, sześciokrotnie Puchar Jordanii w 2001, 2002, 2003, 2004, 2005, 2008, trzykrotnie Superpuchar Jordanii w 2002, 2004, 2006 oraz dwukrotnie AFC Cup w 2005 i 2006. W sezonie 2010/2011 był zawodnikiem saudyjskiego klubu Al-Raed FC. Następnie ponownie grał w Al-Faisaly, Al-Arabi Irbid, Al-Faisaly i That Ras Club.

## Kariera reprezentacyjna
W reprezentacji Jordanii Aqel zadebiutował 16 stycznia 2001 roku w wygranym 2:0 towarzyskim meczu z Hongkongiem. W 2004 uczestniczył w Pucharze Azji. Aqel na tym turnieju wystąpił we wszystkich czterech meczach z: Koreą Południową, Kuwejtem, ZEA i w ćwierćfinale z Japonią. W tym samym roku uczestniczył w eliminacjach Mistrzostw Świata 2006. W 2007 roku uczestniczył w eliminacjach Mistrzostw Świata 2010. W 2011 został powołany na Puchar Azji. Obecnie pełni funkcję kapitana reprezentacji. W reprezentacji rozegrał 96 spotkań i strzelił 10 bramek.